# Halysidota pallida
Halysidota pallida är en fjärilsart som beskrevs av Rothschild 1909. Halysidota pallida ingår i släktet Halysidota och familjen björnspinnare. Inga underarter finns listade i Catalogue of Life.